# Javier Sansó
Javier Sansó (Palma de Mallorca, 2 de abril de 1969), conocido como Bubi, es un regatista profesional español.

## Trayectoria deportiva
En el año 2000, Javier Sansó tomó la salida en la cuarta edición de la regata Vendée Globe a bordo del yate Old Spice, teniendo que abandonar la regata tras 42 días debido a la rotura de un timón.
En 2003 participó en la regata Transat Jacques-Vabre junto a Charles Hedrich a bordo del velero Objectif 3, teniendo que abandonar debido a una rotura del mástil.
El 10 de noviembre de 2012, tomó la salida en la séptima edición de la regata Vendée Globe como patrón del IMOCA60 Acciona 100% EcoPowered, del equipo Acciona Sailing. El 3 de febrero de 2013 volcó a 350 millas náuticas al sur de la isla de São Miguel de Azores a sólo una semana de la meta debido a una ruptura de la quilla, teniendo que refugiarse en la lancha salvavidas. Fue socorrido 12 horas más tarde por el Servicio de Salvamento Marítimo Portugués.

## Palmarés
- 2013:
  - Abandono en la regata Vendée Globe a bordo del Acciona 100% EcoPowered.
- 2009:
  - 3.º en la regata Transat Jacques-Vabre junto a Mike Golding a bordo de Mike Golding Yacht Racing'.
  - 1.º en la classe Maxi C de la regata Hublot PalmaVela a bordo de  Lizard of Cornwall.
- 2007:
  - 6.º en la regata Fastnet Race a bordo de Mutua Madrileña junto a Pachi Rivero.
  - 4.º en la regata Barcelona World Race a bordo de Mutua Madrileña junto a Pachi Rivero.
- 2001:
  - 4.º en la regata EDS Atlantic Challenge, regata por equipos en océano Atlántico norte.
  - 4.º en la regata Transat Jacques-Vabre a bordo de SME-Négocéane junto a Éric Dumont.